# Raoul Taburin (film)
A Rauol Taburin 2018-ban bemutatott francia-belga filmvígjáték Pierre Godeau rendezésében.

## Cselekmény
|  | Alább a cselekmény részletei következnek! |

Raoul Taburin egy professzionális bicikliszerelő Saint Céronban. Mindent tud a biciklikről, az egész városkában elismert. Viszont van egy titka, mégpedig az, hogy ő maga nem tud biciklizni.
Gyermekkorától követjük végig Raoul útját, kezdve attól, ahogyan az apját kísérte postai körútján, és ahogyan újra és újra megpróbál biciklizni, hasztalanul. Mikor már túl nagy lesz a segédkerekek használatához, Raoul mindenféle kifogást talál, hogy ne kelljen elkísérnie az apját, és a barátait biciklivel. Ennek következménye, hogy mintadiák lesz és osztályelső. Egy nap a véletlen folytán osztálykirándulás alatt balesetet szenved a biciklivel, ezt mégis mindenki csodának fogja fel. Ahhoz, hogy megtanuljon biciklizni, a fiatal Raoul szétszereli a biciklit, hogy megismerje a működési elvét, de ez sem segít.
Az apja egy biciklit vesz neki érettségi alkalmából, ám Raoul egy utolsó próbálkozás után magára hagyja a biciklit. Ekkor elhatározza, hogy elmondja az apjának, de miután ezt megtette, az apját baleset éri.
Raoul a helyi bicikliműhelyben keres munkát, ahol a mester után ő örökli a műhelyt. A mester lánya, Josyane, segít neki a könyvelésben, de miután Raoul neki is elmondja a titkát, a lány ezt rossz poénnak veszi, és elhagyja őt, Raoult pedig figyelmezteti az "ég", hogy nem szabad kiadnia a titkát.
Ezt követően Raoul hamarosan feleségül veszi az egyik helybéli lányt, Madeline-t, és megígéri neki, hogy sosem ül többet biciklire. Napjainkban azonban egy fényképész, Hervé Figougne érkezik a városba a fotósorozata újabb bővítéséért, és le szeretné fotózni Rauolt, amint biciklizik. Raoul most is kifogásokat talál, sőt, egy ízben még elköltözésre is gondol, és legnagyobb kétségbeesésében még Hervé fényképezőgépét is ellopja. Ám mikor megtudja, hogy a fotográfusnak hamarosan mennie kell, beadja a derekát. Ismét balesetet szenved, de Hervé véletlenül jól elkapott fotója miatt ismét ünneplik az emberek. A díjátadón Raoul nem hajlandó megjelenni, és Madeleine rájön, hogy a férje nem tud biciklizni, ezáltal megnyugtatva a feszült bicikliszerelőt. A film végén azt látjuk, ahogyan Raoul Hervének is elmondja a titkát, és visszaadja neki a kameráját.
|  | Itt a vége a cselekmény részletezésének! |

## Szereplők
- Raoul Taburin (Benoît Poelvoorde)
- Hervé Figougne (Edouard Baer)
- Madeleine (Suzanne Clément)
- Raoul Taburin 20 évesen (Victor Assié)
- Raoul Taburin apja (Grégory Gadebois)
- Madeleine 20 évesen (Ilona Bachelier)
- Josyane 20 évesen (Marilou Aussilloux)
- Sauveur Bilongue (a bajnok) (Vincent Desagnat)
- Sauveur Billongue 25 évesen (Léo Dussollier)
- Josyane 40 évesen (Karine Ort)

## Érdekességek[1]
1. A film 1 646 820 forintos bevételt termelt Magyarországon. A hazai mozik 1177 mozijegyet értékesítettek a filmre.
2. A történet alapjául Sempé meséje szolgált. Pierre Godeau egy interjúban elmondta, hogy az alkotói folyamat során az volt az elsődleges szempont, hogy filmje minél hűségesebb legyen az alapanyaghoz, az 1995-ben megjelent meséhez.
3. A Raoul Taburin a mindössze 32 éves Pierre Godeau harmadik nagyjátékfilmje.
4. A film forgatása 2017. júniusában és júliusában zajlott Venterolban. A statiszták nagy részét a helyiek közül válogatták ki.